# ついてゆくわ
『ついてゆくわ/あなたに届くように』(ついてゆくわ/あなたにとどくように)は、松任谷由実（ユーミン）の37枚目のシングル。2005年6月1日に東芝EMIからリリースされた（TOCT-4870）。34枚目のオリジナルアルバム『A GIRL IN SUMMER』にalbum versionで収録。 

## 解説
- タイトル曲の「ついてゆくわ」は、TBS系ドラマ『夢で逢いましょう』主題歌[2]。シングルでは歌詞をドラマのように「父と娘」（娘・矢田亜希子、父・長塚京三）の心情を描いた内容だったのに対し、アルバムに収録する際に「恋人同士」の内容に大幅に変更された。
- カップリングの「あなたに届くように」はNHK『探検ロマン世界遺産』主題歌[3]。アルバムに収録される際に歌詞を一部変更。
- オリコンチャートの登場週数は7週[2]、チャート最高順位は週間13位、累計3.2万枚のセールスを記録した[1]。

## 収録曲
1. ついてゆくわ（single version） -I'll Follow My Dream-[4]
2. あなたに届くように（single version） -Singing For You-
3. ついてゆくわ（instrumental）
4. あなたに届くように（instrumental）

作詞・作曲：松任谷由実　編曲：松任谷正隆

## 参加ミュージシャン
- キーボード&プログラミング : 松任谷正隆
- ドラム : Vinnie Colaiuta
- ベース : Neil Stubenhaus
- ヴァイオリン : 桐山なぎさ、大林典代、藤家泉子、大久保祐子
- ヴィオラ : 鈴木民雄
- チェロ : 阿部雅士
- コーラス : 松任谷由実